# Heliacus sigsbeei
Heliacus sigsbeei är en snäckart som först beskrevs av Dall 1889.  Heliacus sigsbeei ingår i släktet Heliacus och familjen Architectonicidae. Inga underarter finns listade i Catalogue of Life.